# Rudy Heryanto
Rudy Heryanto (Tasikmalaya, 19 de octubre de 1954) es un deportista indonesio que compitió en bádminton, en la modalidad de dobles. Ganó una medalla de plata en el Campeonato Mundial de Bádminton de 1980.

## Palmarés internacional
| Campeonato Mundial | Campeonato Mundial  | Campeonato Mundial | Campeonato Mundial |
| Año                | Lugar               | Medalla            | Prueba             |
| ------------------ | ------------------- | ------------------ | ------------------ |
| 1980               | Yakarta (Indonesia) | Medalla de plata   | Dobles             |